# Henry FitzHenry
Henry FitzHenry (auch Henry FitzRoy; * um 1100; † 1157 auf Anglesey) war ein cambro-normannischer Adliger. 
Henry war ein unehelicher Sohn des englischen Königs Heinrich I. Er  entstammte der Beziehung des Königs mit der walisischen Fürstentochter Nest, einer Tochter von Rhys ap Tewdwr von Deheubarth. Er erhielt kleine Besitzungen bei Narberth und in Pebidiog im nördlichen Pembrokeshire. Während Heinrichs II. Feldzug gegen Wales 1157 führte er zusammen mit seinem Halbbruder Robert FitzStephen eine Flotte von Pembroke nach Gwynedd, um das entlang der Nordküste von Wales vorrückende Heer des Königs von See aus zu unterstützen. Dabei unternahmen sie vermutlich im Juli oder August auf eigene Faust einen Raubzug auf die Insel Anglesey. Die Inselbewohner lockten sie in einen Hinterhalt, in dem Henry FitzHenry getötet wurde, während Robert FitzStephen verwundet entkommen konnte.
Er hatte mehrere Kinder. Sein Sohn Meiler FitzHenry nahm an der anglonormannischen Eroberung von Irland teil und war von 1200 bis 1208 königlicher Justiciar of Ireland.